# Cameron Smedley
Cameron Smedley –conocido como Cam Smedley– (Ottawa, 9 de octubre de 1990) es un deportista canadiense que compite en piragüismo en la modalidad de eslalon. Ganó una medalla de plata en el Juegos Panamericanos de 2015 en la prueba de C1 individual.

## Palmarés internacional
| Juegos Panamericanos | Juegos Panamericanos | Juegos Panamericanos | Juegos Panamericanos |
| Año                  | Lugar                | Medalla              | Competición          |
| -------------------- | -------------------- | -------------------- | -------------------- |
| 2015                 | Toronto (Canadá)     | Medalla de plata     | C1 individual        |